# Василиса Мелентьева
Васили́са Меле́нтьева (Василиса, Мелентьева жена), встречается ошибочный вариант Василиса Мелентьевна — вдова-москвичка, обыкновенно считается наложницей (устар. «женище»), или же шестой или седьмой женой Ивана Грозного (невенчанной).
Информация о ней крайне скудна, её существование подвергалось сомнению. Не исключена вероятность, что её история является вставкой позднего фальсификатора.
Тем не менее эта фигура часто появляется в произведениях искусства, посвящённых Ивану Грозному.

## Реконструкция истории

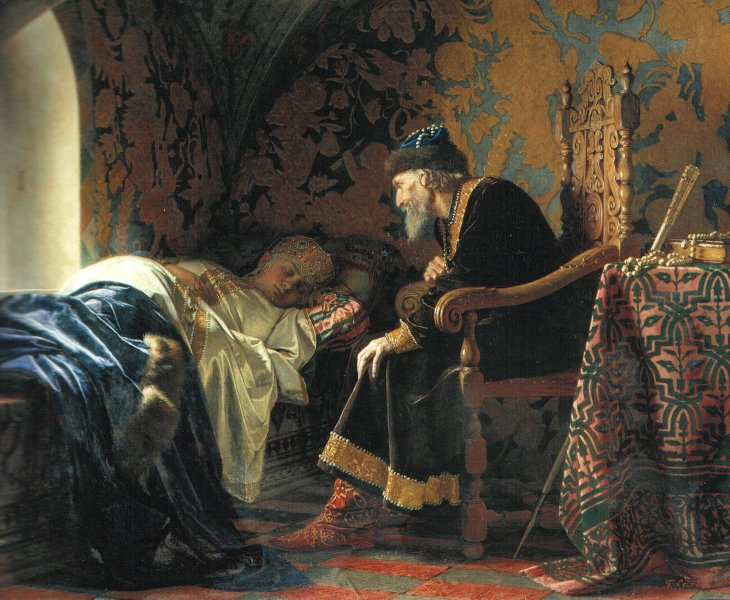
Г. С. Седов. «Царь Иван Грозный любуется на Василису Мелентьевну» (1875). ГРМ

Царь сделал её своей женой около 1575 года, по одной молитве («имал молитву» — в карамзинском источнике), т.е. без брачного обряда. Поэтому современники называли её «женище» (что означает «невенчанная жена, сожительница, незаконно венчанная»). С. М. Соловьёв в «Истории России» пишет, что мы «не имеем права двух наложниц царя, Анну Васильчикову и Василису Мелентьеву, называть царицами, ибо он не венчался с ними, и в современных памятниках они царицами не называются» (подробнее см. Законность браков Ивана Грозного). Карамзин пишет о ней:

«Шестою Иоанновою супругою, или, как пишут, женищем — была прекрасная вдова, Василисса Мелентьева: он, без всяких иных священных обрядов, взял только молитву для сожития с нею! Увидим, что сим не кончились беззаконные женитьбы Царя, ненасытного в убийствах и в любострастии!»

Если же верить «Хронографу» (который действительно демонизирует царя), Василиса не просто была вдовой, но муж её был убит каким-то опричником («еже мужа её опричник закла»). Зимин указывает, что «дьяк Мелентий Иванов известен своей службой в 1562—1563 гг. Предположение о гибели Иванова в Ливонии вслед за падением Изборска в 1569 г., когда последовали казни многих дьяков, ошибочно. Иванов упоминается в разрядах в 1573/74 г., то есть его смерть относится к более позднему времени и не связана с изборским делом».
Далее «Хронограф» пишет, что Василиса попала в опалу из-за своего внимания к молодому человеку, которого царь казнил («на оружничьего Ивана Деветелева князя, коего и казни»). Зимин пишет, что «О том, что кн. И. Тевекелев был оружничим (с 1572/73 г.), сохранились сведения только в Шереметевском списке боярских чинов, где сказано, что он „выбыл“ в 1576/77 г. Знал ли эти данные Сулакадзев, или его рассказ основан на каких-то других источниках, остается неизвестным. Во всяком случае в разрядах И. Тевекелев встречается до 1573/74 г. включительно».
Сведения, что «Никита Мелентьев был отравлен Малютой Скуратовым, а Василиса была похоронена заживо со своим любовником, убитым Иваном Колычевым в Александровской слободе», являются измышлениями беллетристов и не имеют под собой источниковедческой опоры.
В отличие от других жён царя, сосланных в монастырь (Анна Колтовская, Анна Васильчикова, чья биография «после развода» прослеживается хорошо), никаких упоминаний о конкретном месте пострига Василисы нет. Её могила также неизвестна. В списке вкладов царя в память замученных им людей или просто покойных родственников её имени также нет (в отличие от всех его покойных жён). Это отсутствие информации подтверждает версию о фальсификации её фигуры, либо полную незначительность и эпизодичность Василисы в жизни царя.

## В искусстве
История послужила источником вдохновения для драмы А. Н. Островского (1867), где изображены психологически сложные отношения между Грозным, Анной Васильчиковой, Василисой Мелентьевой и боярским сыном Андреем Колычевым. История щедро смешана в драме Островского с вымыслом.
Спектакль, поставленный Владимиром Андреевым по этой пьесе в театре имени Ермоловой, существует в телеверсии 1982 года.
После премьеры пьесы Островского судьба Василисы заинтересовала художников: ей посвящены картины Г. С. Седова и Н. В. Неврева.